# Amphilophus macracanthus
Amphilophus macracanthus är en fiskart som först beskrevs av Günther, 1864.  Amphilophus macracanthus ingår i släktet Amphilophus och familjen Cichlidae. Inga underarter finns listade i Catalogue of Life.